# Claire Gallagher
Pour les articles homonymes, voir Gallagher.
Pas d'image ? Cliquez ici

a Compétitions nationales et continentales officielles uniquement.

b Matchs officiels uniquement.
Claire Gallagher, née en 2000 ou 2001 à Caledon (Canada), est une joueuse internationale canadienne de rugby à XV, évoluant aux postes de demi d'ouverture ou d'arrière aux Leicester Tigers.

## Biographie
Naît à Caledon dans l'Ontario, Claire Gallagher joue en 2023 au club de rugby à XV de l'Université d'Ottawa.
Elle fait ses débuts internationaux pendant les Pacific Four Series 2023, contre la Nouvelle-Zélande (21-52) devant 10 000 spectateurs à Ottawa. Elle inscrit son premier essai la semaine suivante face à l'Australie (45-7), titulaire à l'ouverture.
À l'automne 2023, elle est convoquée pour participer à la première édition du WXV en Nouvelle-Zélande.
En janvier 2024, elle signe en Angleterre, pour les Leicester Tigers.

## Palmarès
- Vainqueur des Pacific Four Series en 2024.